# دیوید کارور
دیوید کارور (انگلیسی: David Carver؛ زادهٔ ۱۶ آوریل ۱۹۴۴) بازیکن فوتبال اهل بریتانیا است.
از باشگاه‌هایی که در آن بازی کرده‌است می‌توان به باشگاه فوتبال دونکستر راورز، باشگاه فوتبال روترهام یونایتد، باشگاه فوتبال سوانزی سیتی، باشگاه فوتبال هرفورد یونایتد، و باشگاه فوتبال کاردیف سیتی اشاره کرد.